# Nino Djordjadze
Nino Djordjadje (en géorgien :ნინო ჯორჯაძე ; Tbilissi, 1884-1968) est une infirmière géorgienne connue pour ses photographies de la campagne du Caucase pendant la Première Guerre mondiale.

## Biographie
Née en 1884 au sein d'une famille aristocratique géorgienne, elle étudie à l'institut trans-caucasien pour femmes. Puis elle effectue des études de piano, notamment en Suisse, au conservatoire de Vienne en Autriche, à Paris avec Wanda Landowska. En 1910, elle se rend de nouveau en France par bateau, de Batoumi à Marseille, pour étudier le français.
Avant le début de la Première Guerre mondiale, elle suit une formation d'infirmière à l'hôpital Mikhail de Tbilissi. Lorsque la Première Guerre mondiale éclate, elle rejoint, en volontaire, les rangs de la Croix rouge. Elle assiste les blessés de guerre durant la Campagne du Caucase qui oppose l’Empire russe et l'Empire ottoman sur le haut-plateau arménien. Elle documente la guerre au travers de son journal intime tenu en russe et en français et des nombreux clichés qu'elle prend avec un appareil photo Kodak. Elle enregistre également des photos sur les conflits qui s'ensuivent et en particulier la Révolution russe de 1917,. Ses photographies de guerre ne sont pas celles d'un journaliste accrédité, mais d'une femme  témoin des événements, mêlée aux participants. Ce sont des photographies de la vie quotidienne au front, des paysages dévastées, des combattants après la bataille, quelquefois blessés, malades, prenant la pose pour une de leurs infirmières en gardant une certaine sincérité, etc. Ces photographies retiennent l'attention non seulement par leur intérêt historique, mais aussi par la qualité du regard.
À la suite de la soviétisation de la Géorgie en 1921, elle est persécutée par le régime et vit principalement dans la région de Kakétie à Sabue (ka), dans le domaine de son père. Dans les années 1950, elle revient à Tbilissi avec sa parente Elizabeth Bagrationi accompagnée de sa famille. Elle meurt en 1968.

## Postérité
Son œuvre photographique et ses chroniques sous forme de journal intime sont restés longtemps inédits, conservés par ses descendants. Mais, à l'occasion du centième anniversaire de la Première Guerre mondiale, ceux-ci ont rendu publics ces documents. La première exposition a été organisée par le Musée national géorgien à Tbilissi, et un ouvrage a été édité en 2015.
Certaines de ses œuvres ont été présentées depuis dans d'autres expositions de par le monde, comme par exemple une exposition sur la Révolution russe au musée des Invalides à Paris en 2017.
Une collection de 14 photographies, conservée par La contemporaine, est accessible en ligne.

## Archives
- Inventaire du fonds d'archives de Nino Djordjadze conservé à La contemporaine